# Сандеровский, Геннадий
Геннадий Сандеровский (род. 26 июля 1965) — советский и украинский самбист, серебряный (1992) и бронзовый (1993) призёр чемпионатов Европы, бронзовый призёр чемпионата мира 1993 года в Омске, мастер спорта СССР международного класса. Выступал в наилегчайшей весовой категории (до 48 кг). В 1987 году занял 5-е место на розыгрыше Кубка СССР по самбо. Наставником Сандеровского был Николай Майданюк. Сандеровский является выпускником  Херсонского национального технического университета 1989 года.